# ليدي إيكو
ليدي إيكو (باليابانية: アイコ・ナカガワ) هي فنانة جرافيتي ‏ يابانية، ولدت في 1975 في طوكيو في اليابان.